# Gustavo Cabral
Gustavo Daniel „Sargento” Cabral Cáceres (ur. 14 października 1985 w Isidro Casanova) – argentyński piłkarz z obywatelstwem hiszpańskim występujący na pozycji środkowego obrońcy w meksykańskim CF Pachuca.